# كوندورسيه
المركيز دو كوندورسيه هو ماري جان أنطوان نيقولا كاريتا (بالفرنسية: Marie Jean Antoine Nicolas de Caritat)‏ (17 سبتمبر 1743- 29 مارس 1794) هو رياضيّ و‌فيلسوف فرنسي. يُعتبر أحد أشهر دعاة الإصلاح التربوي في عصره. لعب دوراً كبيرا في الثورة الفرنسية. لاحَقَهُ اليعاقبة عام 1793 م فاختفى عن الأنظار لمدة تسعة أشهر، حتى إذا اعتقلوه تجرَّع السُّمَّ ومات. وقد قيل إن أفكاره -بما في ذلك دعم الليبرالية الاقتصادية والتعليم العام المجاني والمتساوي، والحكومة الدستورية، والمساواة الاجتماعية للمرأة والناس من جميع الأعراق- تجسد مثاليات عصر التنوير والعقلانية التنويرية. توفي في السجن بعد فتره من هروبه من السلطات الثورية الفرنسية.

## مستهل حياته السياسية
عين تورغوت في عام 1774 كوندورسيه مفتشًا عامًا لمؤسسة عملة باريس. انطلاقًا من هذا المنصب، حوّل كوندورسيه تركيزه من المسائل الرياضية البحتة إلى الفلسفة والمسائل السياسية. في السنوات التالية، تولى الدفاع عن حقوق الإنسان بشكل عام، وحقوق المرأة وعرق السود على وجه الخصوص (أصبح ناشطًا في جمعية أصدقاء السود في الثمانينات لكونه مُحررًا من العبودية). بالإضافة إلى تأييده للمثل العليا التي تجسدها الولايات المتحدة الأمريكية المُشكلة حديثًا، والمشاريع المقترحة للإصلاحات السياسية والإدارية والاقتصادية التي تهدف إلى تغيير فرنسا.
طُرد تورغوت من منصب المراقب العام في عام 1776. ونتيجة لذلك قدم كوندورسيه استقالته من منصب المفتش العام لمؤسسة عملة باريس، ولكن رُفض طلبه، واستمر في الخدمة في هذا المنصب حتى عام 1791. كتب كوندورسيه لاحقًا حياة السيد م. تورغوت (1786)، وهي سيرة تحدثت بإعجاب عن تورغوت ودعت إلى نظرياته الاقتصادية. استمر كوندورسيه في الحصول على المناصب المرموقة: أصبح أمينًا دائمًا للأكاديمية الفرنسية للعلوم في عام 1777، وتولى هذا المنصب حتى إلغاء الأكاديمية في عام 1793؛ وأصبح سكرتير أكاديمية اللغة الفرنسية في عام 1782.

## مفارقة كوندورسيه ونهج كوندورسيه
نشر كوندورسيه مقالته حول تطبيق التحليل على احتمال قرارات الأغلبية في عام 1785، واعتُبرت أحد أهم أعماله. وصف هذا العمل العديد من النتائج الشهيرة في يومنا هذا، بما في ذلك نظرية هيئة محلفي كوندورسيه، والتي تنص على أنه إذا كان كل عضو في مجموعة تصويت من المرجح أن يتخذ قرارًا صحيحًا، فإن احتمال أن يكون أعلى تصويت في المجموعة هو القرار الصحيح يزداد مع زيادة عدد أعضاء المجموعة؛ وتناقض كوندورسيه، الذي يوضح أن تفضيلات الأغلبية يمكن أن تصبح غير متعدية مع وجود ثلاثة خيارات أو أكثر؛ من الممكن أن يعبر بعض الناخبين عن تفضيلهم أ على ب، وتفضيل ب على ج، وتفضيل ج على أ، كل ذلك ضمن نفس مجموعة التصويت.
تحدد الورقة البحثية أيضًا نهج كوندورسيه العام المصمم لمحاكاة انتخابات زوجية بين جميع المرشحين في انتخابات ما. لم يوافق بشدة على الطريقة البديلة لتجميع التفضيلات التي وضعها جان شارل دي بوردا (استنادًا إلى تصنيفات الإحصاء اللامعلمي). كان كوندورسيه من أوائل من استخدموا الرياضيات بانتظام في العلوم الاجتماعية.

## أعمال أخرى
كتب كوندورسيه كتيبًا بعنوان تأملات في العبودية الزنجية في عام 1781، ندد فيه بالعبودية. في عام 1786، عمل كوندورسيه على أفكاره الخاصة بحساب التفاضل والتكامل، ما أعطى حلًا جديدًا للقيم متناهية الصغر، وهو عمل لم يُنشر على ما يبدو. في عام 1789، نشر حياة فولتير (1789)، والذي اتفق فيه مع فولتير في معارضته للكنيسة الرومانية الكاثوليكية. في عام 1791، نشر كوندورسيه -إلى جانب صوفي دي غروتشي وتوماس بين وايتيان دومون وجاك بيير بريسو وأخيل دوشاستيليت- مجلة مختصرة بعنوان لو ريبوبليكان (الجمهورية)، التي هدفت بشكل الرئيسي إلى الترويج للجمهورية ورفض الملكية الدستورية. كان موضوع المجلة هو أن أي نوع من الملكية يمثل تهديدًا للحرية بغض النظر عمن يحكم، وأن الحرية هي التحرر من الهيمنة.
ألف كوندورسيه في عام 1795 كتابًا بعنوان رسم للصورة تاريخية لتقدم العقل البشري. لقد تناول الفكر النظري في إتقان العقل البشري وتحليل التاريخ الفكري القائم على الحساب الاجتماعي. كتب توماس مالتوس كتاب مقال عن مبدأ السكان (1798) الذي كان -بشكل جزئي- استجابة لآراء كوندورسيه حول «كمال المجتمع».

## المساواة بين الجنسين
تركز عمل كوندورسيه بشكل أساسي على البحث عن مجتمع أكثر مساواة. دفعه هذا الطريق إلى التفكير والكتابة حول المساواة بين الجنسين في السياق الثوري. نشر كوندورسيه في عام 1790 «حول قبول المرأة في حقوق المواطنة» والتي دعا فيها بقوة إلى حقوق المرأة في الانتخابات في الجمهورية الجديدة وفي توسيع الحقوق السياسية والاجتماعية لتشمل النساء.
كان أحد أكثر مفكري عصر التنوير شهرة في ذلك الوقت، وكان من أوائل من قدم مثل هذا الاقتراح المتطرف في وقتها. كونه صاحب بصيرة، حدد كوندورسيه النوع الاجتماعي كهيكل اجتماعي قائم على الاختلافات الملحوظة في الجنس ورفض الحتمية الأحيائية باعتباره قادرًا على شرح العلاقات بين الجنسين في المجتمع.
استهجن قواعد القمع الأبوية -الموجودة في كل مستوى مؤسساتي- وإخضاع النساء وتهميشهن بشكل مستمر. مثله مثل زميله مفكر التنوير جان جاك روسو في كتابه في التربية: إميل نموذجًا (1762)، حدد كوندورسيه التعليم على أنه أمر أساسي لتحرير الأفراد. قال: «أعتقد أن جميع الاختلافات الأخرى بين الرجل والمرأة هي ببساطة نتيجة للتعليم». لقد رأى أنه الحل الوحيد -بالنسبة للمرأة- القادر على تفكيك أدوار الجنسين وتعزيز نوع آخر من الذكورة، لا على أساس العنف والقسوة وإخضاع النساء، بل على الصفات المشتركة مثل العقل والذكاء.
يستند التماس كوندورسيه الكامل للمساواة بين الجنسين إلى الاعتراف بأن إسناد الحقوق والسلطة يأتي من الافتراض الخاطئ أن الرجل يملك العقل والمرأة لا تفعل ذلك.
غالبًا ما يختلف الباحثون حول التأثير الحقيقي الذي أحدثه عمل كوندورسيه على التفكير النسوي قبل الحداثة. يشير منتقدوه إلى أنه، عندما كُلف في نهاية المطاف ببعض المسؤوليات في عملية صياغة الدستور، لم تُترجم قناعاته إلى عمل سياسي ملموس، وكانت جهوده المبذولة لوضع هذه القضايا على جدول الأعمال محدودة.
من ناحية أخرى، يعتقد بعض العلماء أن هذا الافتقار إلى العمل لا يرجع إلى ضعف التزامه، بل إلى الجو السياسي في ذلك الوقت وغياب الشهية السياسية للمساواة بين الجنسين من جانب صُناع القرار. قدم كوندورسيه، جنبًا إلى جنب مع مؤلفين من أمثال ماري وولستونكرافت أو لون دالمبير أو أوليمب دو غوج، إسهامًا دائمًا في النقاش ما قبل النسوي.

## وصلات خارجية
- كوندورسيه على موقع الموسوعة البريطانية (الإنجليزية)
- كوندورسيه على موقع إن إن دي بي (الإنجليزية)
- مؤلفات كوندورسيه في مشروع غوتنبرغ
- أعمال أو نبذة عن كوندورسيه على أرشيف الإنترنت